# Goldy Parin-Matthèy
Pour les articles homonymes, voir Parin et Matthey.
Elisabeth Charlotte Parin-Matthèy dit Goldy, née le 30 mai 1911 à Graz (Autriche-Hongrie), et morte le 25 avril 1997 à Zurich, est une psychanalyste et une anarchiste suisse.

## Biographie
Charlotte Matthèy est née à Graz en 1911 d'August et Franziska Matthéy-Guenet, née Dunkl, dans une riche famille suisse d'origine huguenote. Son père est peintre. La famille possède une imprimerie lithographique. Dans sa jeunesse, elle est en contact avec les cercles artistiques et intellectuels de Graz.
Mais au début des années 1920, l’imprimerie doit être vendue et sa famille perd sa fortune,. Sa mère doit faire des ménages pour subvenir aux besoins de la famille.
Goldy Matthèy fréquente l'école primaire, le lycée de filles, puis la classe de céramique de l'école des arts appliqués de Graz. Elle suit  ensuite une formation de laborantine médicale et d'assistante en radiologie à la clinique ophtalmologique de l'université de Graz, et travaille dans ce domaine, pour subvenir à ses besoins.
Sa meilleure amie à l'époque est Maria Biljan-Bilger, plus tard sculptrice, qu'elle  rencontre à l'école des arts appliqués de Graz et qui va épouser son cousin Ferdinand Bilger en 1933. En 1933, elle se rend à Vienne et y travaille jusqu'en 1934 dans un foyer pour jeunes gens difficiles à éduquer dirigé par le pédagogue et psychanalyste autrichien August Aichhorn. Elle reprend ensuite sa profession à l'hôpital universitaire de Graz.
En 1937, avec Ferdinand Bilger et d'autres antifascistes, elle rejoint les Brigades internationales, dans la Guerre d'Espagne. Elle y travaille sous le nom de Liselot comme laborantine à l'institut de radiologie d'Albacete. En 1938, les Brigadistes déplacent le laboratoire central et l'hôpital à Vic, dans le nord de l'Espagne, à proximité de la frontière avec la France. Elle doit se réfugier ensuite en France et est de ce fait internée pendant environ deux mois dans le camp de femmes de Saint-Zacharie, dans le Var, dans le sud-est de la France. En avril 1939, elle est de retour à Zurich et y dirige un laboratoire d'hématologie avec des interruptions jusqu'en 1952.
C'est également là qu'elle rencontre son futur mari, alors étudiant en médecine, Paul Parin,. De septembre 1944 à octobre 1945, elle est volontaire en Yougoslavie avec Paul Parin, devenu chirurgien, et cinq autres médecins pour apporter une aide humanitaire, à Meljine, à l'armée de partisans de Tito dans leur lutte contre la Wehrmacht et l'armée italienne. Leur mission était organisée par l'organisation d'aide médicale Centrale sanitaire suisse, mais contre l’avis du gouvernement suisse. Après la fin de la guerre, en 1946, elle participe à nouveau, avec Fritz Morgenthaler et d'autres collaborateurs, à la construction d'une polyclinique à Prijedor en Bosnie, toujours sous l'égide de la Centrale sanitaire suisse.
Jusqu'en 1952, elle suit une formation psychanalytique à Zurich, puis ouvre un cabinet psychanalytique avec Paul Parin et Fritz Morgenthaler. En 1955, elle épouse Paul Parin. En 1958, elle fonde, avec son mari, Fritz Morgenthaler et Jacques Berna, le Séminaire psychanalytique de Zurich. Cependant, elle ne participe qu'informellement à l'entreprise éducative, rejetant les formes d'apprentissage et de formation réglementées par l'école.
De 1954 à 1971, elle entreprend plusieurs voyages de recherche en Afrique de l'Ouest avec Fritz Morgenthaler, Ruth Morgenthaler et Paul Parin. Ils y étudient la vie psychique des Dogon, et des Anyi (Agnis) au moyen de techniques de dialogue psychanalytique. Avec leurs publications Die Weißen denken zuviel (Les Blancs pensent trop) de 1963 et Fürchte Deinen Nächsten wie Dich selbst (Craignez votre voisin comme vous-même) de 1971, elle et ses collègues établissent la tradition germanophone de l'ethnopsychanalyse.
De 1952 à 1997, Goldy Parin-Matthèy est membre de l'Association psychanalytique internationale et de la Société suisse de psychanalyse. Elle meurt en 1997 à Zurich,.

## Œuvre
Goldy Parin-Matthèy a conçu son travail psychanalytique comme une « continuation de la guérilla par d'autres moyen ». Pour elle, la psychanalyse possède un pouvoir subversif et socio-critique qui doit viser à renforcer les pouvoirs autonomes de la personne et une plus grande indépendance vis-à-vis des facteurs de socialisation.

« J'ai toujours été une anarchiste morale : chacun n'est responsable que de lui-même. C'est, je pense, la chose la plus importante que même un analyste en formation doit acquérir et expérimenter, à savoir qu'il est entièrement responsable de lui-même. »

— Goldy Parin-Matthèy

## Publications (extrait)
- (de) « Das Wunderkind und sein Scheitern [ L'enfant prodige et son échec] », Schweizerische Zeitschrift für Psychologie und ihre Anwendungen, vol. 21, no 3,‎ 1962, p. 247-267.
- (de) Karola Brede et al, « Alt sein [Être vieux] », dans Befreiung zum Widerstand. Aufsätze über Feminismus, Psychoanalyse und Politik. [De la libération à la résistance. Essais sur le féminisme, la psychanalyse et la politique]. Pour Margarete Mitscherlich à l'occasion de son 70e anniversaire, 1987, p. 179-182
- (de) Die Weißen denken zuviel. Psychoanalytische Untersuchungen bei den Dogon in Westafrika [Les Blancs pensent trop. 13 entretiens psychanalytiques avec les Dogon, Payot, 1966, trad. Aude Willm], Zurich, Atlantis, 1963, en collaboration avec Paul Parin et Fritz Morgenthaler.
- (de) Fürchte deinen Nächsten wie dich selbst. Psychoanalyse und Gesellschaft am Modell der Agni in Westafrika [Crains ton prochain comme toi-même. Psychanalyse et société sur le modèle de l'Agni en Afrique occidentale ]; avec Paul Parin et Fritz Morgenthaler, Francfort/M., Suhrkamp, 1971, en collaboration avec Paul Parin et Fritz Morgenthaler.
- (de) Subjekt im Widerspruch [Sujet en contradiction], Francfort/Main, Syndikat, 1986, en collaboration avec Paul Parin.

## Filmographie
- Mit Fuchs und Katz auf Reisen. Portrait von Paul Parin und Goldy Parin Matthey [Voyager avec un renard et un chat. Portrait de Paul Parin et Goldy Parin Matthey], 2000, par Marianne Pletscher